# マルコス・アントニオ・マラシアス・ジュニオール
マルキーニョス（Marquinhos、Маркиньош）ことマルコス・アントニオ・マラシアス・ジュニオール（ポルトガル語: Marcos Antônio Malachias Júnior、ブルガリア語: Маркош Антонио Малашиас Жуниор、1982年4月30日 - ）は、ブルガリアとブラジルのサッカー選手。元ブルガリア代表。ポジションはMF。

## クラブ歴
2004年にCAグアスアーノで選手となった。2006年2月にPFCベラシチャ・ペトリチに移籍。3月4日にブルガリアデビューとなった。シーズン終了まで13試合5得点の結果を残し、クラブの降格危機を救った。
2007年5月28日にPFC CSKAソフィアに移籍、移籍金は15万ユーロ程度とされている。8月11日に移籍後初出場。2008年3月8日には古巣ベラシチャ・ペトリチから得点を奪った。2009年8月6日にはUEFAヨーロッパリーグ 2009-10 予選でデリー・シティFCから得点を奪いプレーオフ進出を決めた。同年12月に負傷し数ヶ月離脱。2010年11月4日にUEFAヨーロッパリーグ 2010-11 グループリーグでSKラピード・ウィーンから得点を奪い勝利を齎した。2011年5月25日にはスパス・デレフの得点をアシストしブルガリア・カップ優勝を齎した。
その後アノルトシス・ファマグスタ、長春亜泰足球倶楽部に在籍した後、再びブルガリアに戻った。
2016年12月16日にPFCモンタナを退団し、指導者の道に進むために選手引退を表明した。しかし2017年3月にFCカスカヴェウで選手となり、2018年1月9日にはAAカウデンセに移籍した。

## 代表歴
2011年5月27日に行われたコルシカ島代表戦及びモンテネグロ代表戦のメンバーに選出された。5月31日のコルシカ島代表戦でデビューしたが、コルシカ島代表は国際サッカー連盟、欧州サッカー連盟のどちらにも加盟していないため、非公式デビューとなった。公式試合初出場は6月4日に行われたモンテネグロ代表戦であった。